# European Association for Research on Learning and Instruction

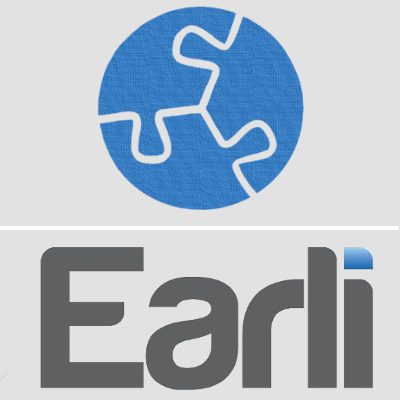
Das Logo der EARLI

Die European Association for Research on Learning and Instruction (EARLI) ist eine wissenschaftliche Organisation zur Förderung der Lehr- und Bildungsforschung. Sie bringt mit europäischem Schwerpunkt Forschende verschiedener Länder zusammen, organisiert Konferenzen, unterstützt thematisch organisierte Forschungsgruppen ihrer Mitglieder und gibt mehrere Fachzeitschriften heraus.
Stand 2025 hat die EARLI mehr als 3000 Mitglieder in über 60 Ländern und ist damit eine der größten Vereinigungen dieser Art in Europa. Unter den ehemaligen Vorsitzenden befinden sich hochrangige Forschende wie Heinz Mandl (1989–1991), Stella Vosniadou (1995–1997), Monique Boekaerts (1999–2001) und Roger Säljö (2005–2007).

## Aufgaben
Die EARLI sieht ihre Aufgabe in der Etablierung einer aktiven Forschungskultur und in der konkreten Unterstützung von Forschung zum schulischen und hochschulischen Lernen im internationalen Kontext. Die Organisation hält dazu alle zwei Jahre eine internationale Konferenz ab und unterstützt Forschungsinitiativen, die sich für begrenzte Zeit einem Thema widmen. Zudem gibt sie mehrere Fachzeitschriften sowie eine Buchreihe heraus.
Die EARLI unterstützt verschiedene kleinere Gruppen von Forschenden, die sie als Special Interest Groups (SIGs), Early Center for Excellence in Research (E-CER) und Emerging Field Groups (EFGs) bezeichnet. In den Special Interest Groups organisieren sich mehrere EARLI-Mitglieder anhand von Themen. Insgesamt gibt es Stand 2025 28 SIGs, die eine große Breite abdecken, wie z. B. Evaluation, Assessment und Schulqualität, Instruktionsdesign, Technologie und forschungsbasierte Lernmethoden, kognitive, affektive und kommunikative Lernprozesse, Bildungskontexte, inklusive Erziehung und professionelle Entwicklung sowie Forschung, Theorie und Karriere in den Bildungswissenschaften. Darüber hinaus unterhält dieEARLI Centres for Excellence in Research (E-CER). Hier können Gruppen von bis zu 10 Personen exzellente internationale Forschung mit Hilfe von zwei finanziell unterstützten Treffen pro Jahr in einem Zeitraum von vier Jahren voranbringen. Die Emerging Field Groups sollen besonders innovative und riskante Forschung unterstützen, um neue Ideen zu entwickeln. Hier werden Gruppen für bis zu zwei Jahre unterstützt.
Bereits wurde 1999 das Nachwuchsnetzwerk JURE gegründet, das Forschende in frühen Stadien ihrer Karriere unterstützt und mit etablierten Forschenden zusammenbringt sowie ihre Interessen vertritt.  Im Jahr 2009 wurde als Schwesterorganisation der EARLI die European Association for Practitioner Research on Improving Learning (EAPRIL) gegründet. Die EAPRIL verfolgt u. a. das Ziel, Forschung und Praxis enger miteinander zu verknüpfen.

## Geschichte

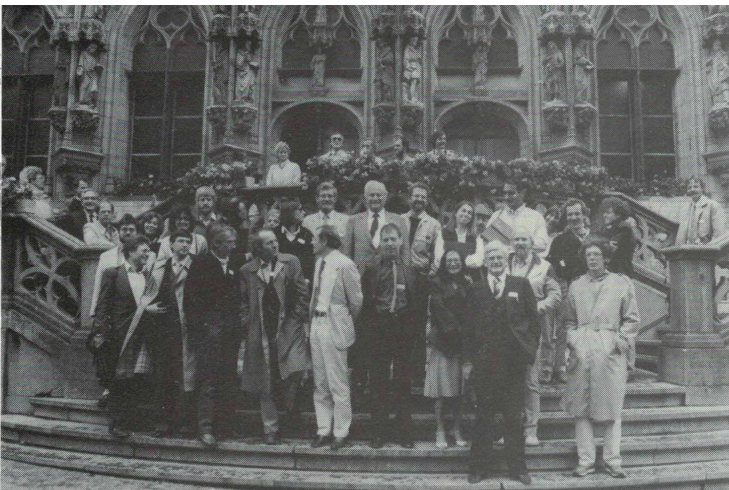
Treffen der Gründungsmitglieder in Leuven, 1985.

Die EARLI wurde 1985 an der Universität Leuven gegründet, wo auch die erste Konferenz stattfand. Die Gründung der EARLI wurde maßgeblich durch europäische Forschende im Feld der Lehr-Lernforschung initiiert und betrieben, unter anderem Heinz Mandl, Erik De Corte, Erno Lehtinen, Neville Bennett, Pierro Boscolo und Roger Säljö, die sich oft bei Konferenzen der American Educational Research Association trafen und austauschten und den Wunsch nach Gründung einer entsprechenden europäischen Organisation äußerten. Rund 140 Forschende nahmen an der ersten EARLI-Konferenz in Leuven teil, darunter prominente Personen wie Dick Snow, Robert Glaser, Lauren Resnick und Bill Mc Keachie.

### Vorsitzende
- 1985–1989 Erik De Corte
- 1889–1991: Heinz Mandl
- 1991–1993: Noel Entwistle
- 1993–1995: Robert-Jan Simons
- 1995–1997: Stella Vosniadou
- 1997–1999: N. Bennett
- 1999–2001: Monique Boekaerts
- 2001–2003: Erno Lehtinen
- 2003–2005: Filip Dochy
- 2005–2007: Roger Säljö
- 2007–2009: Pierro Boscolo
- 2009–2011: Sari Lindblom-Ylänne
- 2011–2013: Jos Beishuizen
- 2013–2015: Costas Constantinou
- 2015–2017: Hans Gruber
- 2017–2019: Sanna Järvelä
- 2019–2021: Debra Myhill
- 2021–2023: Eleni Kyza
- 2023–2025: Lucia Mazon

## Organisationsstruktur
Die EARLI wird von einem Exekutivausschuss geleitet, der während einer Generalversammlung, die im Rahmen der zweijährlichen EARLI-Konferenzen stattfindet, gewählt wird. Im Exekutivausschuss wird ein Präsident gewählt, der eine zweijährige Amtszeit hat.
Um die wachsende Mitgliederzahl und die Organisation von Konferenzen sowie anderen von EARLI veranstalteten Events zu unterstützen, wurde 1997 eine Geschäftsstelle eingerichtet. Das Büro befindet sich in Leuven. Patrick Belpaire ist der aktuell amtierende Geschäftsführer.

## Konferenz
Seit 1985 wird alle zwei Jahre eine EARLI-Konferenz in unterschiedlichen europäischen Städten abgehalten. Ihr Ziel ist, Forschende im Bereich von Bildung und Lernen zusammenzubringen und verschiedenste Themen zu diskutieren. Seit 1995 findet zudem jährlich die JURE-Konferenz statt, die sich vor allem an jüngere Forschende richtet und von der EARLI unterstützt wird. Die folgende Tabelle enthält eine Übersicht über alle bisherigen Konferenzen:
| Name              | Date                         | Place                         |
| ----------------- | ---------------------------- | ----------------------------- |
| EARLI 1985        | 19.–21. Juni 1985            | Leuven Belgien                |
| EARLI 1987        | 19.–22. September 1987       | Tübingen Deutschland          |
| EARLI 1989        | 4.–7. September 1989         | Madrid Spanien                |
| EARLI 1991        | 24.–28. August 1991          | Turku Finnland                |
| EARLI 1993        | 31. August–5. September 1993 | Aix-en-Provence Frankreich    |
| EARLI 1995        | 26.–31. August 1995          | Nijmegen Niederlande          |
| EARLI 1997        | 26.–30. August 1997          | Athen Griechenland            |
| EARLI 1999        | 24.–28. August 1999          | Göteborg Schweden             |
| EARLI 2001        | 28. August–1. September 2001 | Fribourg Schweiz              |
| EARLI 2003        | 26.–30. August 2003          | Padua Italien                 |
| EARLI 2005        | 23.–27. August 2005          | Nicosia Zypern                |
| EARLI 2007        | 28. August–1. September 2007 | Budapest Ungarn               |
| EARLI 2009        | 25.–29. August 2009          | Amsterdam Niederlande         |
| EARLI 2011        | 30. August–3. September 2011 | Exeter Vereinigtes Königreich |
| EARLI 2013        | 26.–31. August 2013          | München Deutschland           |
| EARLI 2015        | 25.–29. August 2015          | Limassol Zypern               |
| EARLI / JURE 2017 | 27. August–2. September 2017 | Tampere Finnland              |
| JURE 2018         | 2.–6. Juli 2018              | Antwerpen Belgien             |
| EARLI / JURE 2019 | 10.–16. August 2019          | Aachen Deutschland            |
| EARLI / JURE 2021 | 18.–27. August 2021          | Online (Universitat Göteborg) |
| JURE 2022         | 18.–22. Juli 2022            | Porto Portugal                |
| EARLI / JURE 2023 | 20.–26. August 2023          | Thessaloniki Griechenland     |
| JURE 2024         | 24.–28. Juni 2024            | Sevilla Spanien               |
| EARLI 2025        | 25.–29. August 2025          | Graz Österreich               |

## Fachzeitschriften und Buchreihe
Die EARLI gibt mehrere wissenschaftliche Zeitschriften heraus:
- Learning in Context[14]
- Frontline Learning Research[15] (FLR)
- Learning and Instruction[16]
- Educational Research Review[17]

Darüber hinaus ist die Zeitschrift Learning, Culture and Social Interaction mit EARLI verbunden. Außerdem wird im Buchverlag Routledge die Buchserie New Perspectives on Learning and Instruction mit Stand Februar 2025 18 veröffentlichten Titeln herausgegeben.